# 五倫書
《五倫書》为明宣宗御编，六十二卷，詳細地論述著五倫的理法，於正統十二年出版并頒佈天下，卷首有明英宗御制序文。